# 서양양 나들목
서양양 나들목(영어: W.Yangyang IC)은 강원특별자치도 양양군 서면 서림리에 설치된 서울양양고속도로의 12번 교차로이다. 서울방향 진입과 양양방향 진출만 가능하다. 건설 당시 가칭은 서림 나들목이었다. 이 나들목으로 잘못 진입하면 양양 분기점이 있는 방향으로 갈 수 없으므로 이 경우에는 인제 나들목(내린천휴게소)에서 회차해야 한다.

## 역사
- 2008년 8월 26일 : 나들목 신설을 위해 양양군 도시계획시설 교통광장에 서면 서림리 일원을 서림 나들목으로 고시[1]
- 2015년 7월 23일 : 2016년 12월까지 나들목 국도 접속부 설계 변경을 위해 양양군 도시계획시설 교통광장 면적 변경[2]
- 2017년 6월 30일 : 서울양양고속도로 동홍천 ~ 양양 구간 개통과 함께 서양양 나들목으로 통행 개시[3]

## 구조물 정보
- 위치: 강원특별자치도 양양군 서면 서림리
- 영업소: 강원특별자치도 양양군 서면 구룡령로 2150

## 접속하는 도로
- 구룡령로 (국도 제56호선, 국가지원지방도 제56호선)

## 교통량 정보
| 요금소          | 통행량 (대/일) | 통행량 (대/일) | 통행량 (대/일) | 각주  |
| 요금소          | 2017년         | 2018년         | 2019년         | 각주  |
| --------------- | -------------- | -------------- | -------------- | ----- |
| 서양양 (폐쇄식) | 369            | 206            | 208            | [ 4 ] |